# Sanbō-in
Sanbō-in (三宝院) é um templo budista situado ao sul de Quioto, no Japão.

## História
O templo foi fundado durante o período Azuchi-Momoyama (1582–1615), e era um subtemplo do templo Daigo-ji, fundado em 902 no período Heian. O complexo do templo caiu em ruínas durante o período Sengoku.
A maioria dos edifícios atuais e o jardim de Sanbō-in datam do final do século XVI. O jardim foi projetado como um sítio de passeio, com uma grande lagoa e diversos caminhos e pontes. O jardim possui setecentas pedras, e uma delas é designada por Fujito, que teria custado cinco mil bushels de arroz.
Em 1598, o dáimio Toyotomi Hideyoshi planeou o jardim como uma avenida para realizar uma festa de exposição das flores de cerejeira.